# 西田町 (西宮市)
座標: 北緯34度44分35.627秒 東経135度20分10.121秒 / 北緯34.74322972度 東経135.33614472度

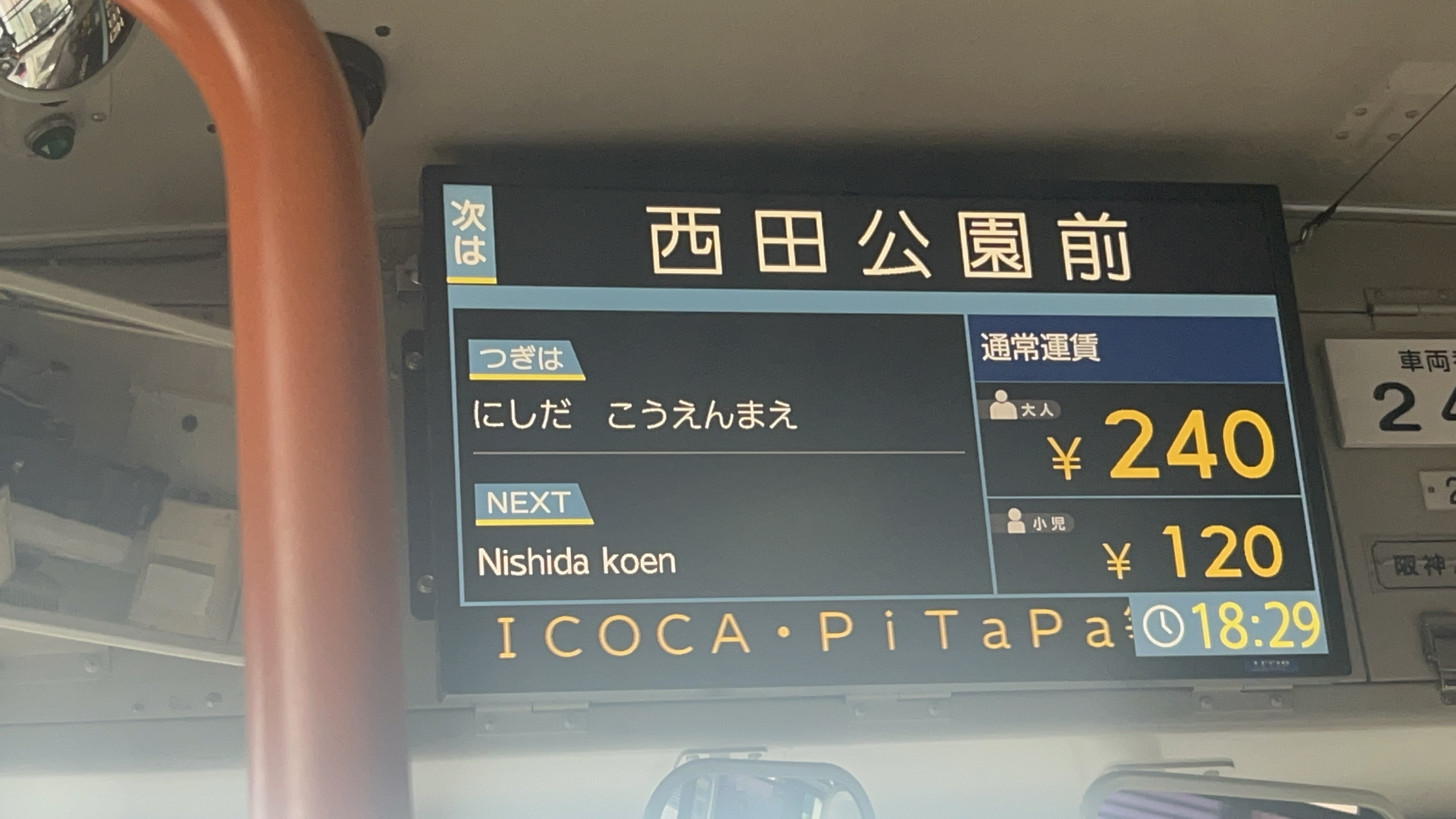
阪神バス西田公園前停留所案内

西田町（にしだちょう）は、兵庫県西宮市にある町丁。郵便番号は662-0034。

## 地理
東は越水町、西は若松町、南は末広町、北は清水町と隣接している。

## 交通

### 鉄道
鉄道は走っていない。

### バス
| 路線名     | 業者     | 起点   | 町内の停留所                 | 終点   |
| ---------- | -------- | ------ | ---------------------------- | ------ |
| 西宮山手線 | 阪神バス | (環状) | (桜谷町)-西田公園前-(常磐町) | (環状) |
| 鷲林寺線   | 阪神バス | (環状) | (桜谷町)-西田公園前-(常磐町) | (環状) |

## 校区
出典:
| 区域 | 小学校     | 中学校     |
| ---- | ---------- | ---------- |
| 全域 | 安井小学校 | 大社中学校 |

## 施設
- 城山ニテコ公園
- 西田公園
- 松のや 西宮西田町店